# Притча про сіяча (роман)
«Притча про сіяча» (англ. Parable of the Sower) — феміністський науково-фантастичний роман американської письменниці Октавії Батлер. У романі розповідається про пошуки шляхів відродження і виживання суспільства у новому світі.

## Історія створення
Роман «Притча про сіяча» був виданий в 1994 році. Він входить до циклу «Притчі». За задумом американської письменниці Октавії Батлер твір мав входити до антиутопічної трилогії. Проте Октавія Батлер видала лише дві книги «Притча про сіяча» (1994) і «Притча про таланти» (1998). Третій роман «Притча про обманщика» не був написаний.

## Назва роману
Аналогічні назви притч є у Біблії. «Притча про сіяча» — одна з притч Ісуса Христа, яка записана у трьох євангелістів. Октавія Батлер назвою наголошувала на повчальності творів. Роман «Притча про сіяча» налаштовує читача на сприйняття тексту про слово Боже, про утвердження нової релігії. Головна героїня Лорен Олеміна здатна відчувати біль і страждання інших. Та як сприймуть люди нову філософську і релігійну систему — залежить від того, на який ґрунт впаде зерно знань. Зерна всього життя на землі можуть бути пересаджені і адаптуватись та зростати у новій якості.

## Жанр роману
За жанром «Притча до сіяча» — футуристичний науково-фантастичний роман. Героїня пише поетичні рядки, приурочені вигаданій релігії, вони введені на початку кожної секції, окремих розділів, по всьому тексту. Філософія «Нащадків Землі» покладена в основу мотивації окремих знаків.

## Сюжет роману
Події відбуваються в 2025 році на території нинішніх Сполучених Штатів Америки через рік після падіння імперії під назвою США. Головна героїня — вісімнадцятирічна чорношкіра дівчина Лорен Оламіна, донька священика-баптиста. Вона страждає від гіперспівчуття до всього живого. Безпека суспільства під загрозою. Дім Лорен зруйнований. Сім'я дівчини загинула в Лос-Анджелосі, вона шукає вихід зі складної ситуації. Героїня вирушає на північ країни, щоб утвердити нову релігію «Нащадки Землі». З невеликою групою людей проходить небезпечний шлях до Каліфорнії в пошуках притулку. Головна ідея релігії: «Бог — Зміни». А відтак люди можуть формувати себе, тим самим рятуючи.
За словами Тайлера Коуена, «Октавія Батлер писала про психологію того, як незвичні істоти знаходять свій шлях у ворожих світах». Лорен Оламіна — звичайна американська дівчина, та саме її психологія та шлях у ворожому середовищі — серцевина книги. Вона не відчуває задоволення Богом батька-баптиста, а вносить свої корективи, ідеї, які, на її погляд, набагато більше відповідають дійсності.

## Визнання
- 1995 рік: твір номіновано на здобуття премії «Неб'юла» за найкращий роман.